# H2O (アメリカのバンド)
H2O（エイチ・ツー・オー）は、アメリカ合衆国出身のハードコア・パンク・バンド。
1990年代のオールドスクール・ハードコアから誕生した、ニューヨーク・ハードコア・グループの一つ。

## メンバー

### 現ラインナップ
- トビー・モース (Toby Morse) - ボーカル (1994年- ) ※トッド・モースの実兄。H2Oを結成する前はシック・オブ・イット・オールのローディーをしていた。
- ラスティ・ピスタチオ (Rusty Pistachio) - リードギター、バックボーカル (1994年- )
- アダム・ブレイク (Adam Blake) - ベース、バックボーカル (1996年- )
- マット・ヘンダーソン (Matt Henderson) - リズムギター、バックボーカル (2022年- )
- マックス・モース (Max Morse) - ドラムス (2022年- )

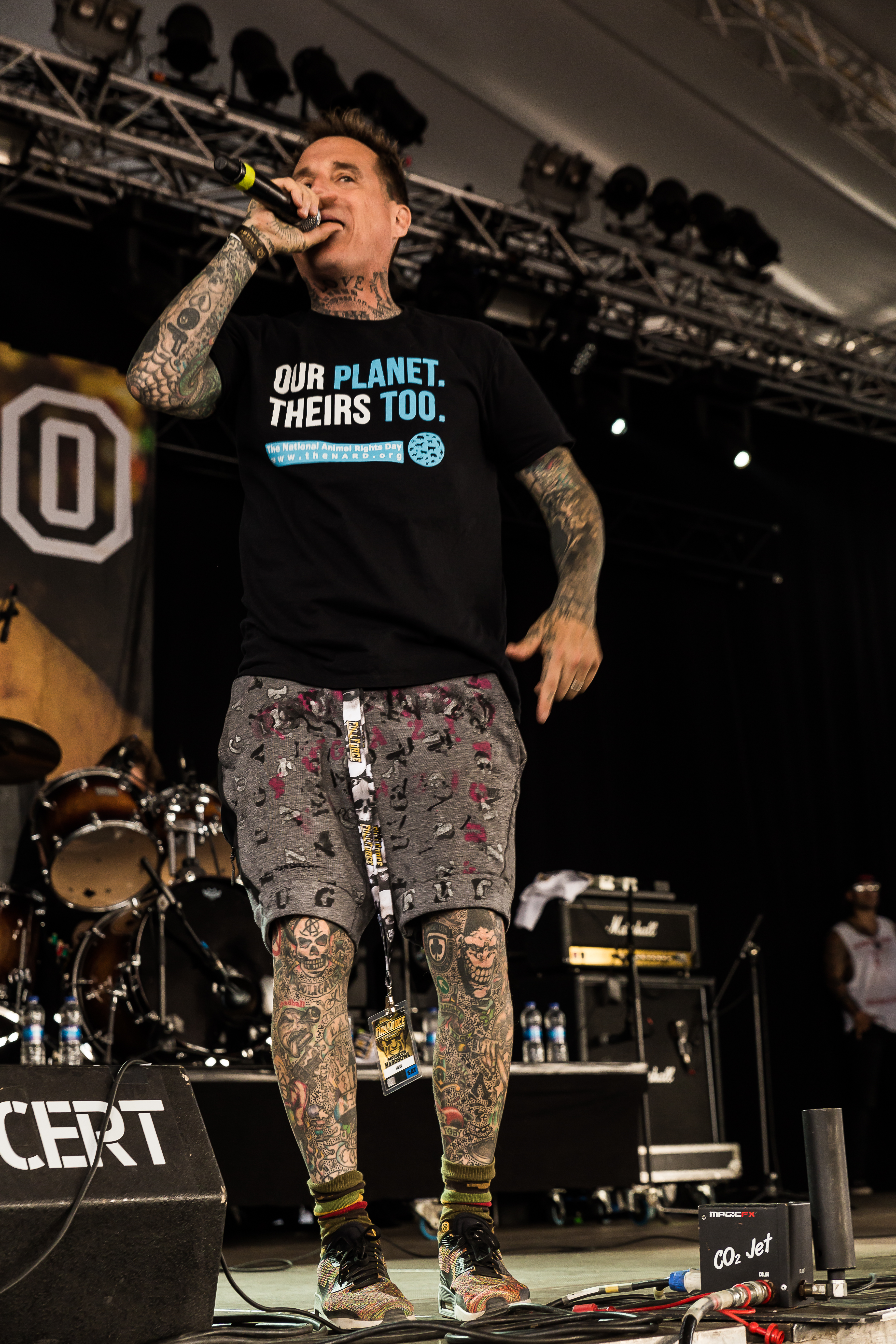
トビー・モース(Vo) 2018年
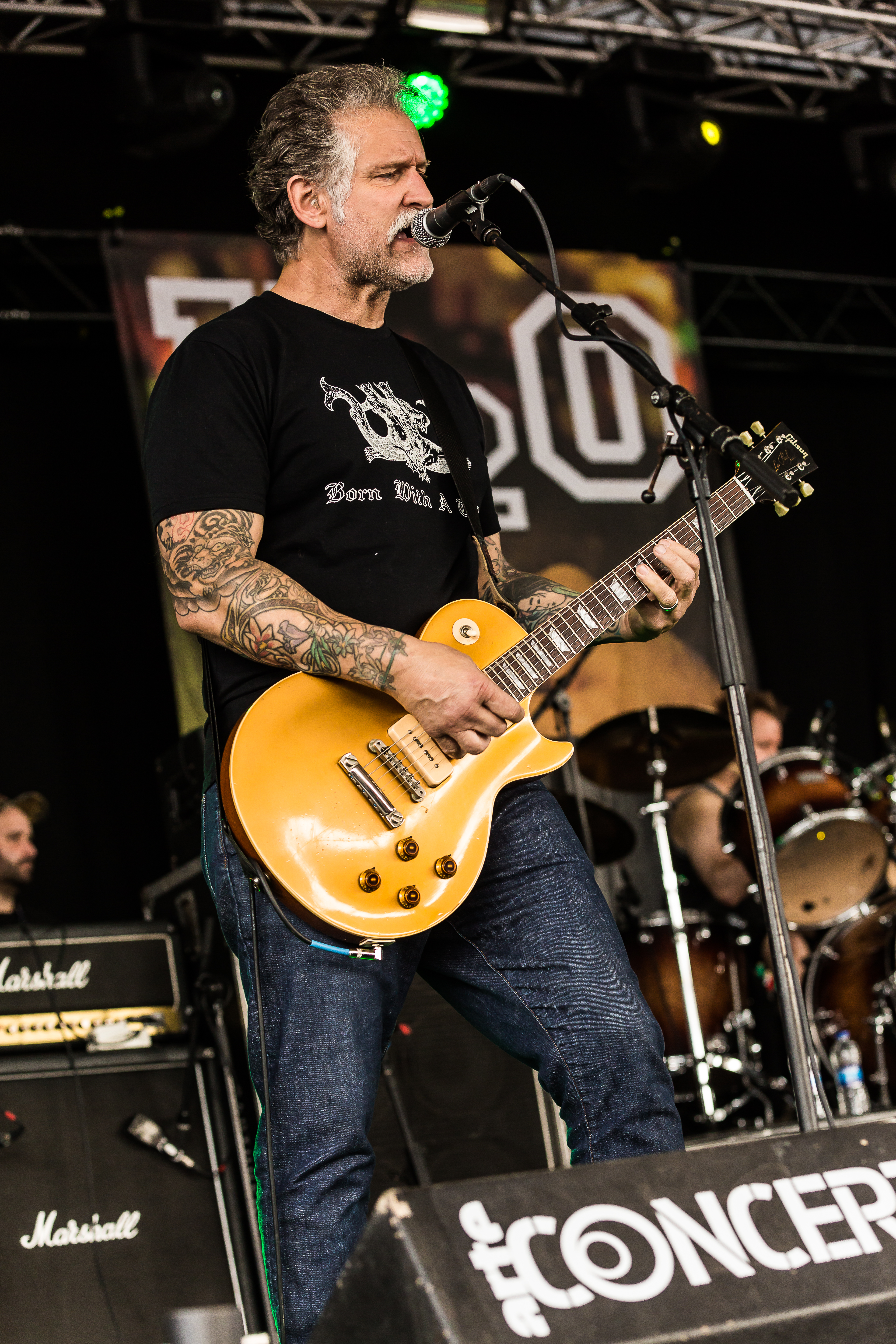
ラスティ・ピスタチオ(G) 2018年
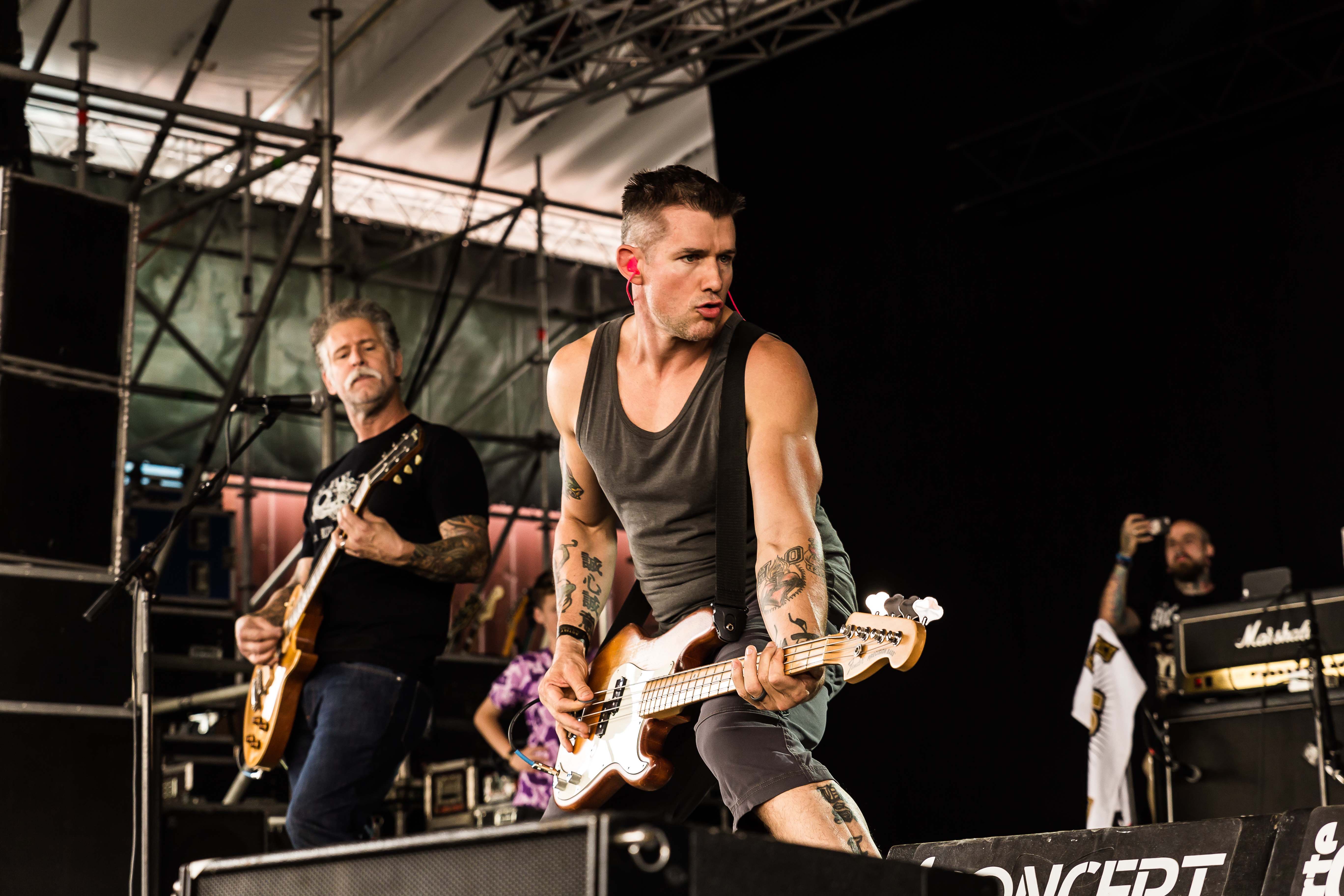
アダム・ブレイク(B) 2018年

### 旧メンバー
- エリック・ライス (Eric Rice) - ベース、バックボーカル (1994年-1996年) ※元オレンジ9mm
- マックス・キャプショー (Max Capshaw) - ドラムス (1994年-1996年)
- トッド・モース (Todd Morse) - リズムギター、バックボーカル (1995年-2015年)[2] ※トビー・モースの実弟。元Outcrowd。現在はオフスプリングでベースを担当。
- トッド・フレンド (Todd Friend) - ドラムス、バックボーカル (1996年-2022年) ※元Outcrowd
- コリン・マクギニス (Colin McGinnis) - リズムギター、バックボーカル (2015年-2018年)

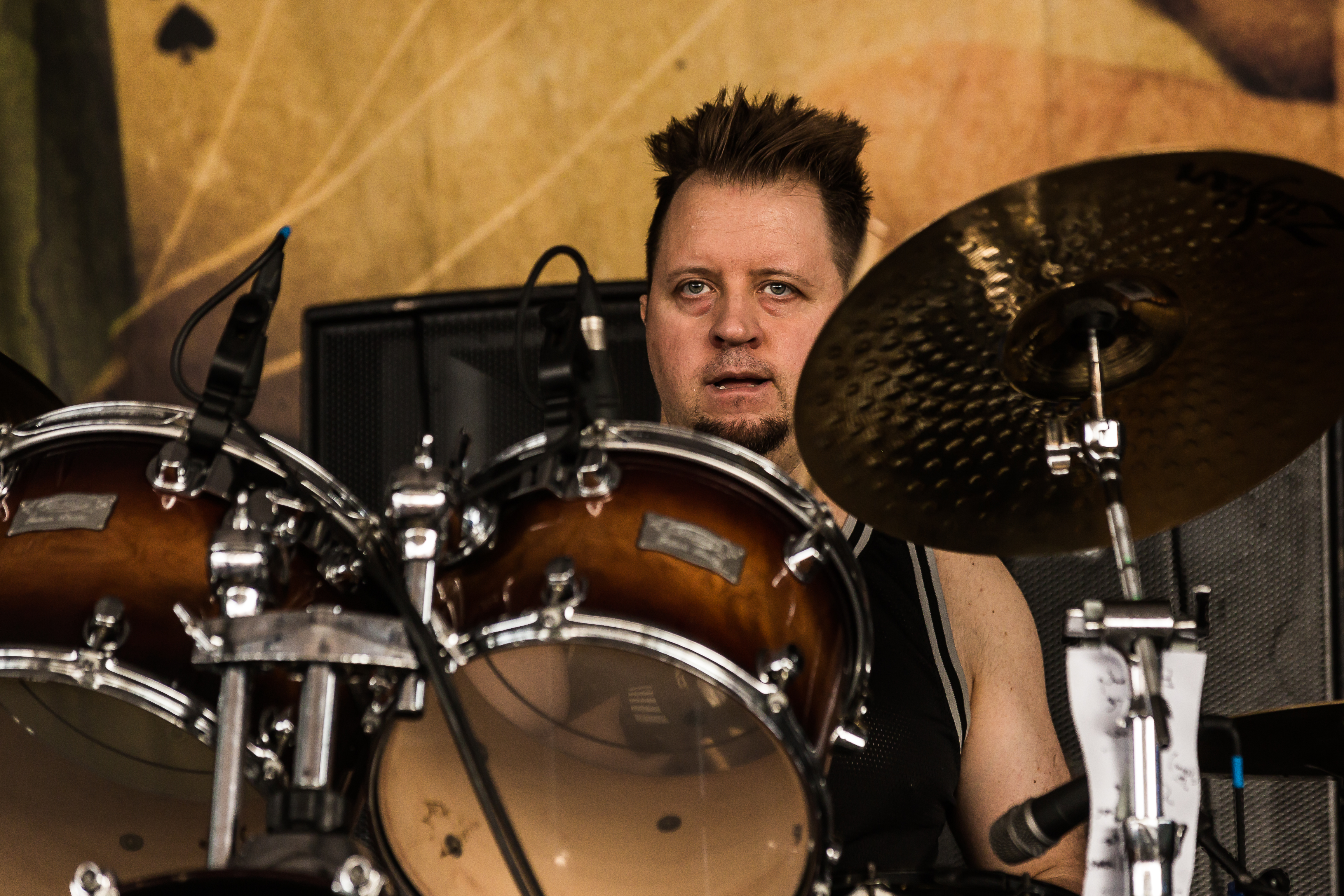
トッド・フレンド(Dr) 2018年
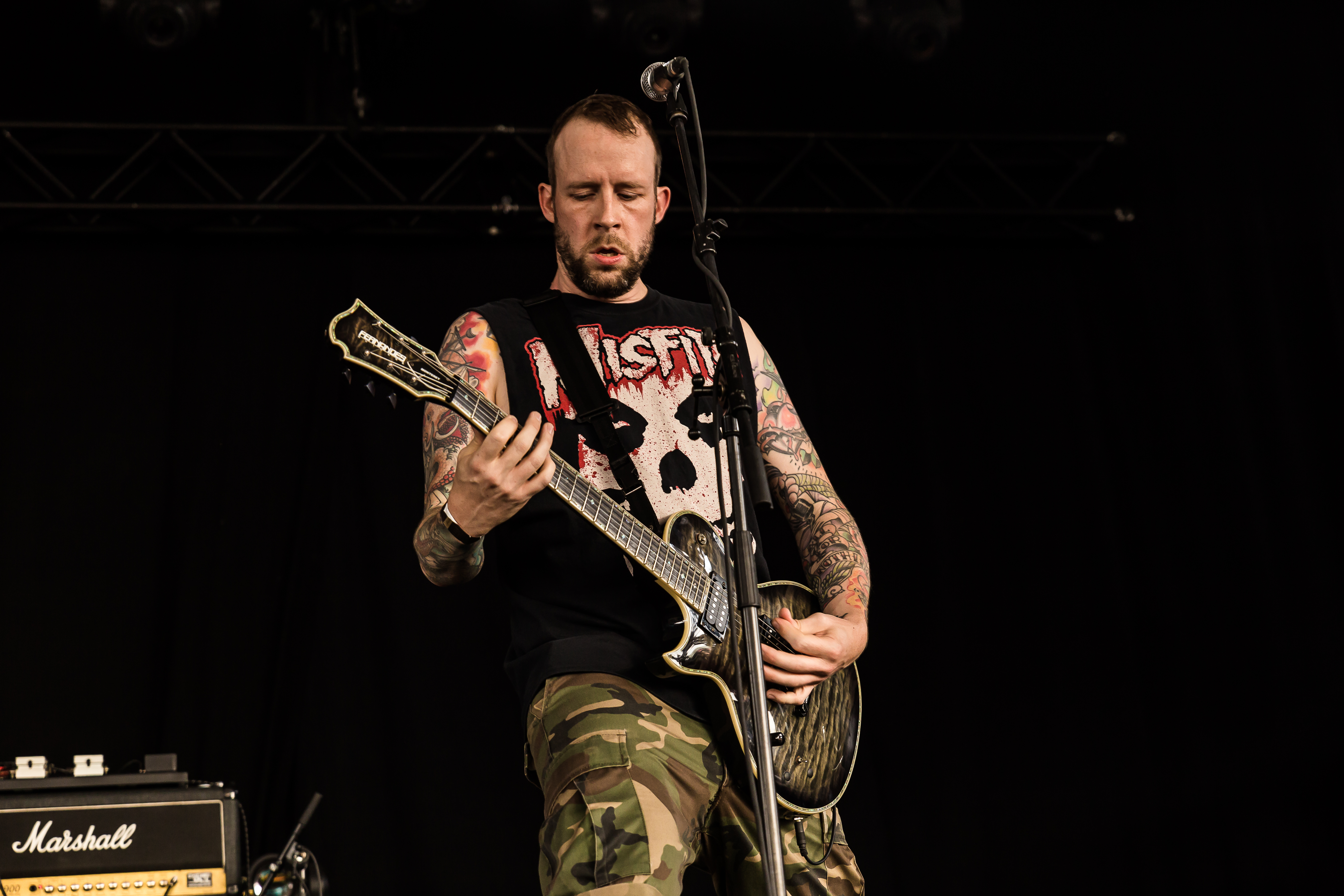
コリン・マクギニス(G) 2018年

## ディスコグラフィ

### スタジオ・アルバム
- 『H2O』 - H2O (1996年、Blackout)
- 『シッカー・ザン・ウォーター』 - Thicker Than Water (1997年、Epitaph)
- 『F.T.T.W.』 - F.T.T.W. (1999年、Epitaph)
- 『GO』 - Go (2001年、MCA)
- 『ナッシング・トゥ・プルーヴ』 - Nothing to Prove (2001年、Bridge 9)
- 『ドント・フォーゲット・ユア・ルーツ』 - Don't Forget Your Roots (2011年、Bridge 9) ※カヴァー・アルバム[3]
- Use Your Voice (2015年、Bridge 9)[4]

### EP
- 『スプリット』 - This Is the East Coast...! Not LA ! (2000年) ※スプリット with ドロップキック・マーフィーズ
- Live EP (H2O) (2000年)
- All We Want (2002年)
- California (2011年)
- New York City (2011年)
- Washington D.C. (2011年)